# Метод двобічного відновлення тиску
Метод двобічного відновлення тиску (рос. метод двустороннего восстановления давления; англ. method of two-way pressure build-up; нім. zweiseitige Druckaufbaumessung f) — при свердловинному видобуванні нафти, газу і конденсату — різновид методу відновлення вибійного тиску, який складається з реєстрації двох кривих відновлення тиску (після зупинки свердловини і після доливання або нагнітання в неї деякого об'єму нафти), поєднання яких дає змогу визначити у випадку наявності неньютонівських властивостях пластової нафти справжній пластовий тиск флюїду і початковий градієнт.